# André Perraudin
André Perraudin (Bagnes, Valais 7 d'octubre de 1914 – Sierre, Valais 25 d'abril de 2003) va ser un religiós suís, bisbe de Kabgayi a Ruanda de 1955 a 1989, prèviament n'havia estat vicari apostòlic.
Va estudiar amb els Missioners d'Àfrica a la tardor de 1926, i fou ordenat sacerdot el 25 de març de 1939. Es va convertir en fundador i director de la Casa Africana dels Missioners d'Àfrica a Friburg. El 2 de desembre de 1947 va marxar cap a Burundi, on va aprendre el llenguatge local mentre servia en missions a Kiganda i Kibumbu. Al juny de 1950 va ser nomenat professor de dogma teològic al Seminari Major de Nyakibanda a Ruanda, i l'octubre de 1952 va ser nomenat rector del seminari.
El 18 de desembre de 1955 va ser elevat a bisbe pel papa Pius XII, i es va convertir en vicari apostòlic de Nyundo (Kabgayi) el 25 de març de 1956. Va ser nomenat bisbe de Kabgayi (Ruanda) el 10 de novembre de 1959, càrrec que va ocupar fins a la seva jubilació el 7 d'octubre de 1989. Va morir el 25 d'abril de 2003 a Sierre.

## Carta pastoral de febrer de 1959
En la seva carta pastoral de l'11 de febrer de 1959, el bisbe, referint-se a la justícia social, va escriure en part: A la nostra Ruanda, les diferències i les desigualtats socials es relacionen en gran manera amb diferències en la raça, en el sentit que la riquesa d'una banda i el poder polític i fins i tot judicial, d'altra banda, estan en gran manera en mans de persones de la mateixa raça.
En un context de fortes tensions entre la majoria dels subordinats hutus i els elits tutsis, aquestes observacions van reforçar el suport de l'Església Catòlica de Ruanda per les reivindicacions dels hutus per compensació.
Van ser percebudes per part de la població com una declaració de guerra contra el poder tutsi i, posteriorment, com una forma de justificació moral per a les primeres massacres de tutsis que van seguir a la regió de Kabgayi al novembre de 1959. La carta va marcar un punt d'inflexió en la història de Ruanda.

## Publicacions
- Un évêque au Rwanda : " Par-dessus tout la charité " : les six premières années de mon épiscopat (1956-1962).  Saint-Maurice: Saint-Augustin, 2003, p. 443. ISBN 2-88011-295-8.